# 스티븐 키프로티치
스티븐 키프로티치(Stephen Kiprotich, 1989년 2월 27일 ~ )는 우간다의 장거리 육상 선수로, 2012년 하계 올림픽 마라톤에서 무더운 컨디션 아래 2시간 08분 01초의 기록을 세우고 금메달을 획득하였다. 1972년 하계 올림픽 남자 400m 허들 존 아키부아 이후 40년 만에 우간다의 2번째 올림픽 금메달이었으며, 우간다의 사상 올림픽 남자 마라톤 첫 금메달이기도 하다.
우간다-케냐 국경 근처에 있는 카프초르와 구역에서 농부의 막내 아들로 태어난 키프로티치는 어린 시절을 병을 앓아 초등학교의 3년을 놓쳤다. 2004년부터 2006년까지 학교 생활에 집중하기 위하여 육상을 그만두다가, 17세 때에 케냐의 엘도레트 지방으로 건너가 엘리우드 킵초게와 함께 마라톤 훈련을 받았다. 그는 뉴욕에 기지를 둔 비영리적 재간 A 러닝 스타트에 의하여 보조되었다.
그는 2011년 네덜란드에서 열린 엔스케데 마라톤에서 개인 전력 2시간 07분 20초로 달리면서 그 대회의 코스 신기록과 우간다 육상 신기록을 세웠다. 2012년 도쿄 마라톤에서는 2시간 07분 50초로 3위를 하였다.
그는 우간다 최초의 금메달리스트 존 아키부아의 영향을 받았다고 한다.
2013년 모스크바에서 열린 세계 육상 선수권 대회에서도 2시간 09분 51초의 기록으로 우승을 거두었다.
2016년 리우데자네이루 올림픽에 나간 키프로티치는 14위에 그쳤다.